# 'Ata Maama Tu'utafaiva
'Ata Maama Tu'utafaiva, née le 25 mai 1997 à Haʻafeva (Tonga), est une athlète tongienne spécialisée dans le lancer du poids et le lancer du disque. En 2022, elle devient championne d'Océanie du lancer du poids, trois ans après avoir terminé troisième de la même compétition.

## Biographie
Aux Mini-Jeux du Pacifique de 2017 à Port Vila au Vanuatu, elle se classe 1re du concours de lancer du poids devant la Néo-Calédonienne Ashley Bologna et l'athlète des Îles Cook Tereapii Tapoki, avec un lancer à 14 m 95.
Aux Jeux du Commonwealth de 2018 à Gold Coast, elle se classe 10e du concours de lancer du poids avec un lancer à 15,36 m, son nouveau record personnel.
Aux Mini-Jeux du Pacifique de 2022 à Saipan, elle se classe 1re au concours de lancer du poids devant la Polynésienne Vahihina Doucet et sa compatriote Loveleina Wong-Sang avec un lancer à 15 m 60 et se classe 3e au concours de lancer du disque avec un lancer à 37 m 02.
Aux Championnats d'Océanie de 2022 à Mackay  elle se classe 1re du concours de lancer du poids avec un lancer à 16,29 m.

## Palmarès
| Date | Compétition            | Lieu         | Place | Concours |
| ---- | ---------------------- | ------------ | ----- | -------- |
| 2013 | Mini-Jeux du Pacifique | Mata Utu     | 4e    | poids    |
| 2014 | Championnats d'Océanie | Rarotonga    | 1re   | poids    |
| 2015 | Jeux du Pacifique      | Port Moresby | 3e    | poids    |
| 2017 | Mini-Jeux du Pacifique | Port-Vila    | 1re   | poids    |
| 2017 | Championnats d'Océanie | Suva         | 3e    | poids    |
| 2018 | Jeux du Commonwealth   | Gold Coast   | 10e   | poids    |
| 2019 | Jeux du Pacifique      | Apia         | 3e    | disque   |
| 2019 | Jeux du Pacifique      | Apia         | 1re   | poids    |
| 2019 | Championnats d'Océanie | Townsville   | 3e    | poids    |
| 2019 | Championnats d'Océanie | Townsville   | 9e    | disque   |
| 2022 | Mini-Jeux du Pacifique | Saipan       | 3e    | disque   |
| 2022 | Mini-Jeux du Pacifique | Saipan       | 1re   | poids    |
| 2022 | Championnats d'Océanie | Mackay       | 1re   | poids    |
| 2022 | Championnats d'Océanie | Mackay       | 7e    | disque   |
| 2022 | Jeux du Commonwealth   | Birmingham   | 10e   | poids    |